# Lycoris caldwellii
Lycoris caldwellii är en amaryllisväxtart som beskrevs av Hamilton Paul Traub. Lycoris caldwellii ingår i släktet Lycoris och familjen amaryllisväxter. Inga underarter finns listade i Catalogue of Life.